# Estación El Manguito (Metrocable de Caracas)
Estación El Manguito es la cuarta estación del Metrocable San Agustín  del tramo parque central-san Agustín. Está ubicada en el Barrio El Manguito, sector de Caricuao en el Municipio Libertador al oeste del Distrito Metropolitano de Caracas. Fue inaugurada en enero de 2010. Debe su nombre al barrio donde se ubica. Actualmente la estación se encuentra abandonada.
Sus obras iniciaron a finales de 2006 y concluyeron con su inauguración en el 2010.